# Чубар
Чубар (каз. Шұбар, до 199? г. — Чубаровка) — село в Ордабасинском районе Туркестанской области Казахстана. Административный центр Шубарского сельского округа. Код КАТО — 514655100.

## История
Переселенческое село Чубаровка основано в 1892 г.

## Население
В 1999 году население села составляло 2664 человека (1336 мужчин и 1328 женщин). По данным переписи 2009 года, в селе проживало 3539 человек (1754 мужчины и 1785 женщин).

## Известные жители и уроженцы
- Айдарбекова, Ташинбала (род. 1906 — ?) — Герой Социалистического Труда;
- Алимбекова, Сара (род. 1906 — ?) — Герой Социалистического Труда;
- Асамбаев, Базарбай (род. 1904 — ?) — Герой Социалистического Труда;
- Даиров, Абдыкадыр (род. 1905 — ?) — Герой Социалистического Труда;
- Даирова, Зариша (род. 1912 — ?) — Герой Социалистического Труда;
- Ногайбаева, Саумал (род. 1906 — ?) — Герой Социалистического Труда;
- Нурманбетов, Акык (1887—1966) — Герой Социалистического Труда;
- Тергеуова, Калдыбала (род. 1912 — ?) — Герой Социалистического Труда.

```
•Ахметулы Елемес ветеран Великой Отечественной войны (род. 1925-2011)
```